# Toni Zanussi
Toni Zanussi (Qualso, 11 settembre 1952) è un artista italiano.

## Biografia
Alla morte di entrambi i genitori nel 1964 viene assegnato e accolto presso l'Istituto religioso Saveriano di Udine.
Nel 1968 si trasferisce a Rapallo e nel 1969 viene assunto presso il Porto di Genova in Costa Crociere con varie mansioni, naviga sulle rotte mediterranee e della East Coast continentale americana da Buenos Aires, Porto Rico, Miami, Nassau (Bahamas) e Cuba.
Entra in contatto con il panorama artistico e culturale degli anni '70 della East Coast americana.
Nel 1971 rientra a Venezia, con l'esperienza maturata a bordo delle navi da crociera viene assunto a Palazzo della Contessa Cicogna dove entra in contatto con il panorama artistico e culturale dell'area veneziana
Nel 1975 ritorna nella terra friulana d'origine: da qui comincia a sviluppare il suo percorso artistico all'interno del suo studio.
Sviluppa una rete di rapporti in ambito artistico e legati all'impegno sociale.
Fondamentali gli incontri con Ernesto Balducci, Elio Bartolini, Davide Lajolo, Gianfranco Ravasi, Duccio Trombadori, David Maria Turoldo, Marisa Vescovo e Gillo Dorfles.

## Attività artistica
La sua ricerca è legata all'uso delle forme astratte, cromatiche e tecniche come la linea dei Voli di Sarajevo e Le Città Invisibili.
Il legame con agli aspetti sociali del proprio lavoro, lo portano a creazioni e figurazioni più esplicite con installazioni come La Porta della Pace (1998) la Tenda della Pace (Udine, 2002) e la Porta di Baghdad/Babel Baghdad (2007).
Tale ricerca nel panorama degli artisti contemporanei lo pone all'attenzione della critica di Gillo Dorfles che, con la definizione di Cosmo-Gonie (cosmo in formazione) consacra l'originale ricerca cromatica e di strutturazione nella visione metaforica della realtà frutto di intime attitudini all'introspezione e alla meditazione.
Gillo Dorfles inserisce il testo critico (Cosmo-Gonie, opere stabili, dicembre 1993 Berlino) nel volume “Gli artisti che ho incontrato” (2016), raccolta della produzione critica di Dorfles dell'arte ed estetica del XX secolo.

## Legami con l'area geografica
Il laboratorio dell'artista è situato a Tarcento sul Monte Stella ed è sede distaccata del Centro Interdipartimentale di Ricerca sulla pace "Irene" dell'Università degli Studi di Udine.

## Documentazione attività artistica
La documentazione della sua attività artistica si trova presso il Kunsthistorisches Institut in Florenz.

## Mostre ed Esposizioni (parziale)
- 1971 Bainville Art Gallery, Nassau (Bahamas)
- 1972 Flower Art Gallery, Miami, Florida (Usa)
- 1993 Scuderie Palazzo Ruspoli, Roma, Italia
- 2003 Giubbe Rosse, Firenze
- 2003 Ilidža-Sarajevo-Samira Catovica, Sarajevo (BIH)
- 2004 Karmeliterkirche, Wiener-Neustadt(Austria)
- 2006 Aeroporto Leonardo da Vinci di Alitalia per l'Arte, Roma
- 2006 Privredna Banka Zagreb-Intesa Sanpaolo, Zagabria (Croazia)
- 2007 Aeroporto Marco Polo, sala Tintoretto di Alitalia per l'Arte, Venezia
- 2010 Maison de l'Italie Citè Universitarie de Paris, Parigi (Francia)
- 2014 Arte a bordo di Costa Diadema, Venezia
- 2015 Istituto Italiano di Cultura, Lubiana (Slovenia)
- 2016 Dipingo le sue parole. Teatro Verdi, Pordenone, Italia